# Prinia grise
Drymocichla incana
Genre
Espèce
Statut de conservation UICN

 LC  : Préoccupation mineure
La Prinia grise (Drymocichla incana) est une espèce de passereaux de la famille des Cisticolidae.
Cet oiseau est répandu à travers le nord de l'Afrique centrale.